# A. E. Housman
Alfred Edward Housman (n. en Fockbury, Worcestershire, el 26 de marzo de 1859 y fallecido el 30 de abril de 1936) fue un poeta y erudito clásico inglés. También firmaba sus obras como A. E. Housman.

## Carrera
Estudió en la Universidad de Oxford, pero no se graduó, ya que a pesar de ser un muy buen alumno no pudo superar sus exámenes finales, unos dicen que porque no le interesaban las asignaturas de filosofía y de historia antigua y las descuidó y otros porque andaba perdidamente enamorado de su compañero de cuarto, Moses John Jackson (1858-1923), quien no le correspondía; asimismo, era muy confiado, perdía mucho el tiempo con sus amigos y la enfermedad de su padre lo mantuvo durante un tiempo seriamente atribulado. Durante esa época se convirtió en un ateo radical. Tras sacar una titulación menor, comenzó a trabajar como administrativo en la oficina de patentes de Londres y prosiguió independientemente sus estudios sobre poesía clásica latina y griega, centrándose sobre todo en la primera. Durante este tiempo escribió artículos donde iba dando cuenta de sus descubrimientos sobre Horacio, Propercio, Ovidio, Esquilo, Sófocles y Eurípides. Gradualmente, adquirió una reputación tan alta que, entre 1892 y 1911, le ofrecieron y aceptó la cátedra de latín en la Universidad de Londres, y entre 1911 y 1936 le dieron la de la Universidad de Cambridge.
Escribió artículos en revistas especializadas y fue el encargado de preparar las ediciones críticas de poetas latinos como Juvenal, Lucano y Manilio, que todavía hoy se consideran autorizadas. Cuando le preguntaron por qué había dejado de estudiar a los griegos y se había consagrado a los poetas latinos, respondió que había descubierto que no podía alcanzar la excelencia simultánea en ambos terrenos. En su época se le tuvo por un gigante de la crítica textual, y sus fundamentadas, despiadadas y atrabiliarias reseñas tenían a los editores de clásicos grecolatinos atemorizados; misógino, a algunas de sus estudiantes femeninas las hacía llorar; con sus alumnos era ciertamente muy duro y solo tuvo un discípulo notable, el helenista Enoch Powell.

## Obra
Sus libros de poesía, ambientados en la campiña inglesa, poseen una sencilla dicción y una carga de pesimismo irónico, muestran la frustración y la fugacidad de la juventud. Combinó elementos de la oda clásica con la balada inglesa.
Su obra más conocida es Cuando cumplí los veintiuno.

### Poesía
- 1896 A Shropshire Lad.
- 1922 Last Poems.
- 1936 More Poems.

Libros póstumos:
- 1939 Collected Poems.
- 1955 Manuscript Poems: Eight Hundred Lines of Hitherto Un-collected Verse from the Author's Notebooks.
- Is My Team Plowing
- 1995 Unkind to Unicorns: Selected Comic Verse
- 1997 The Poems of A. E. Housman

### Obras clásicas
- 1903 Astronomica de Marco Manilio
- 1905 Sátiras de Juvenal: editorum in usum edidit
- 1926 Marco Aneo Lucano, Pharsalia, Libri Decem: editorum in usum edidit

Libros póstumos:
- 1955 William White, "Housman's Latin Inscriptions"
- 1972 The Classical Papers of A. E. Housman.

### Ensayos
- 1892 Introductory Lecture
- 1910 "Algernon Swinburne"
- 1911 Cambridge Inaugural Lecture (publicada en 1969 como "The Confines of Criticism")
- 1921 "The Application of Thought to Textual Criticism"
- 1933 "The Name and Nature of Poetry"